# Fedrespor
Fedrespor es un proyecto experimental del músico noruego de folk Varg Torden Saastad.
Su música se basa en el antiguo folklor nórdico y la  instrumentación moderna como sintetizadores.

## Reseña biográfica
Fundado en 2013 como proyecto de heavy metal, Fedrespor sería una colaboración entre miembros de la ahora desaparecida banda de black metal "Sekt". Como fundador, Varg Torden Saastad aun necesitaba expresarse personalmente a través de la música, para lo que eligió desarrollar una trayectoria personal.

## Discografía
- Tid (2018)
- Fra en Vugge i Fjellet (2019)